# Logopedi
Logopedi är vetenskapsområdet som rör diagnostisering och behandling av språk-, tal- och röststörningar samt sväljningssvårigheter.Disciplinen är tvärvetenskaplig och bygger på kunskaper i lingvistik, fonetik, psykologi och medicin.